# ガレージ・フラワー
『ガレージ・フラワー』（Garage Flower）は、1996年に発売されたザ・ストーン・ローゼズのコンピレーション・アルバム。バンド側の認可を得ずに発売されたアルバムで、デビュー前の1985年頃に行われたレコーディング・セッションが収録されている。

## 背景
「ソー・ヤング」と「テル・ミー」の2曲は、バンドのデビュー・シングルとしてリリースされた。また、「ヒア・イット・カムズ」は後にシングル「サリー・シナモン」のB面に再録音ヴァージョンが収録され、「アイ・ウォナ・ビー・アドアード」と「ディス・イズ・ザ・ワン」はファースト・アルバム『ザ・ストーン・ローゼズ』（1989年）で再録音された。残りの曲は完全未発表曲である。

## 反響・評価
バンドの母国イギリスでは、1996年12月7日付の全英アルバムチャートで58位となった。Jack Rabidはオールミュージックにおいて5点満点中3点を付け「演奏（及び録音）は、粗野でプリミティヴな、キリング・ジョークに近いポストパンク」と評している。

## 収録曲
特記なき楽曲はイアン・ブラウン、ジョン・スクワイア、アンディ・カズンズの共作。
1. ゲッティング・プレンティ - "Getting Plenty" - 4:04
2. ヒア・イット・カムズ - "Here It Comes" (Ian Brown, John Squire) - 2:39
3. トラスト・ア・フォックス - "Trust a Fox" - 3:03
4. トラジック・ラウンドアバウト - "Tradjic Roundabout" - 3:12
5. オール・アイ・ウォント - "All I Want" - 3:39
6. ハート・オン・ザ・ステイヴス - "Heart on the Staves" - 3:19
7. アイ・ウォナ・ビー・アドアード - "I Wanna Be Adored" (I. Brown, J. Squire) - 3:29
8. ディス・イズ・ザ・ワン - "This Is the One" (I. Brown, J. Squire) - 3:41
9. フォール - "Fall" - 2:49
10. ソー・ヤング - "So Young" (I. Brown, J. Squire) - 3:18
11. テル・ミー - "Tell Me" (I. Brown, J. Squire) - 3:52
12. ハッドドック - "Haddock" - 0:14
13. ジャスト・ア・リトル・ビット - "Just a Little Bit" - 3:08
14. ミッション・インポッシブル - "Mission Impossible" - 3:44